# Mapové dílo

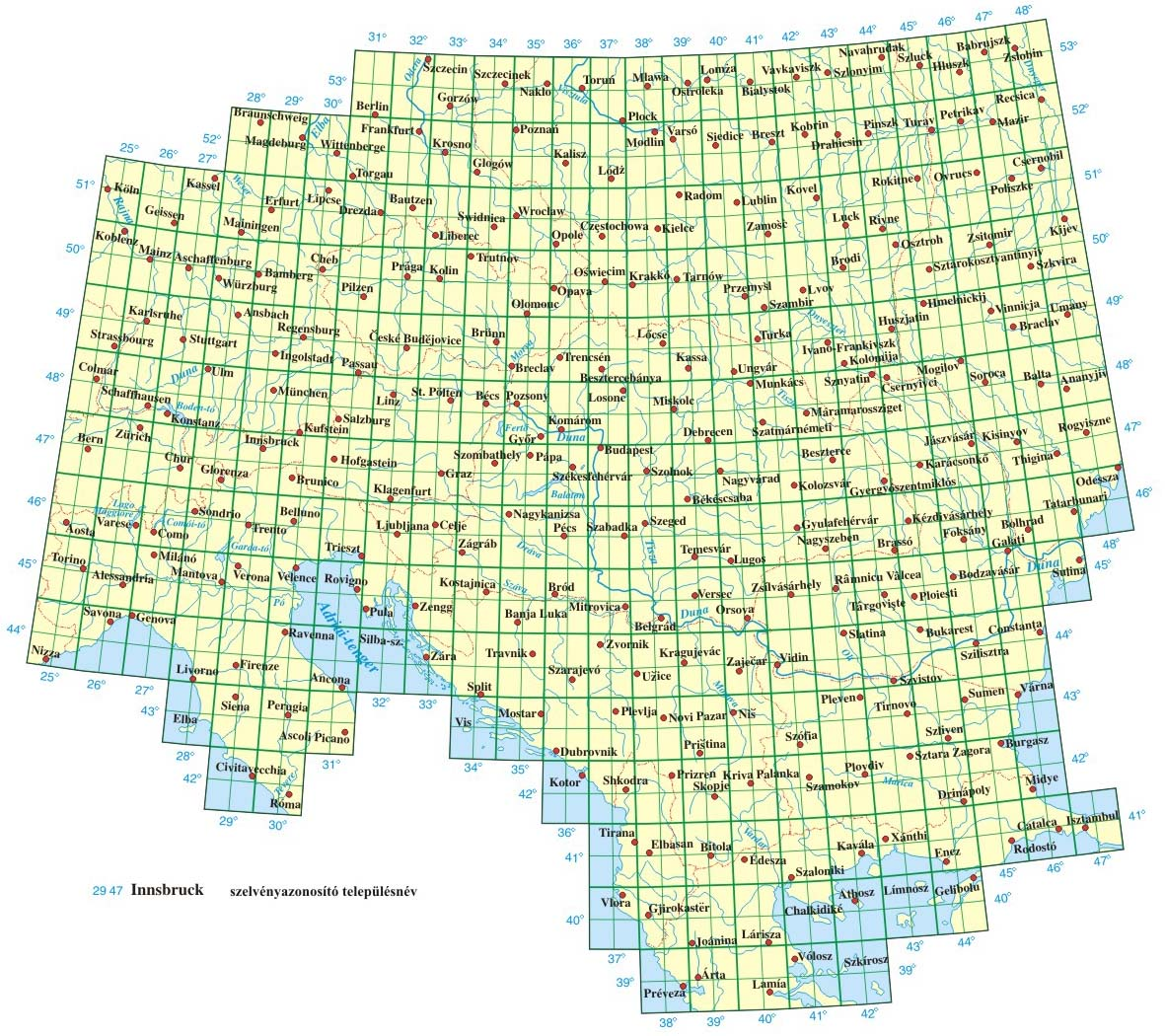
Klad kolem roku 1910 plánovaných mapových listů rakousko-uherské generální mapy střední Evropy – Generalkarte von Mitteleuropa 1:200.000 neodpovídající uskutečněnému vydání let 1887 až 1960

Mapové dílo je souborem map s jednotným měřítkem, zobrazením, rozměrem, systémem značení a kladem mapových listů, které souvisle pokrývají určité území a jsou vytvořeny a uspořádány dle jednotné koncepce.
První mapová díla vznikala od druhé poloviny 16. století na základě mapování jednotlivých zemí Svaté říše římské. Topografické mapy potřebné pro vojenské účely byly masově využívány v průběhu 19. století a 20. století. Území střední Evropy a přilehlých částí jižní Evropy zachycují mapová díla vzniklá na základě prvního, druhého a třetího vojenského mapování, jež proběhly na území habsburské monarchie a později Rakousko-Uherska.